# Кисаман
Кисаман (порт. Quissamã) — муниципалитет в Бразилии, входит в штат Рио-де-Жанейро. Составная часть мезорегиона Север штата Рио-де-Жанейро. Входит в экономико-статистический микрорегион Макаэ. Население составляет 17 376 человек на 2007 год. Занимает площадь 715,877 км². Плотность населения — 24,3 чел./км².

## История
Город основан 4 января 1989 года. 

## Статистика
- Валовой внутренний продукт на 2005 год составляет 1 489 799 тысяч реалов (данные: Бразильский институт географии и статистики).
- Валовой внутренний продукт на душу населения на 2005 год составляет 94 995,00 реалов (данные: Бразильский институт географии и статистики).
- Индекс развития человеческого потенциала на 2000 год составляет 0,732 (данные: Программа развития ООН).